# Francisco de Paula Almeyra
Francisco de Paula Almeyra fue un médico argentino del siglo XIX, pionero de la enseñanza de la obstetricia en su país y responsable de la primera antología poética y patriótica de su país.

## Biografía
Francisco de Paula Almeyra (Almeira o Almeida) nació en la ciudad de Buenos Aires el 2 de abril de 1791, hijo de Juan Agustín de Almeyra, abogado, procurador de la Real Audiencia de Buenos Aires y propietario de la estancia El Talar, donde fuera fusilado el Coronel Dorrego, y de su primera esposa Petrona Gorría Rodríguez de la Torre. Era medio hermano de Hilario de Almeyra (1799,1885) quien también destacaría en la medicina argentina.
En 1806 ingresó al Colegio de San Carlos y tras realizar estudios mayores de latinidad y diplomarse en filosofía y teología, en 1814 pasó al Instituto Médico Militar. Allí fue discípulo del primer protomédico, Miguel O'Gorman, quien le obsequió como recuerdo el diploma de médico obtenido en París en 1766. 
Siendo aún practicante participó por recomendación del Tribunal de Protomedicado y decisión del Director Juan Martín de Pueyrredón de la campaña para combatir la viruela difundiendo la vacuna en la provincia de Buenos Aires. Tanto él como su compañero Pedro Martínez Niño fueron felicitados por el gobierno por su labor.
El 22 de septiembre de 1819 fue designado cirujano en el ejército al mando del rehabilitado brigadier Cornelio Saavedra al asumir como comandante de Campaña.
A fines de 1819 protagonizó junto a los estudiantes Miguel Rivera y el citado Martínez Niño un escándalo al solicitar autorización al Director Rondeau para ejercer su profesión sin esperar la reválida del título, impugnando a dos de los miembros del Protomedicato responsables del examen, Cristóbal Martín de Montúfar y Agustín Eusebio Fabre. El examen se efectuaría finalmente con la presencia de un juez y los estudiantes se graduarían en 1820 de médicos y cirujanos.
En 1821 fue cirujano mayor en el ejército al mando del general Gregorio Aráoz de Lamadrid en su campaña contra el caudillo entrerriano Francisco Ramírez, prestando servicios durante los combates de Coronda, Espinillo y Colastiné.
Fracasada la ofensiva, permaneció a las órdenes del gobernador de la provincia de Santa Fe Estanislao López hasta ser destinado como cirujano en el Fuerte de San Miguel del Monte. Allí adquirió una propiedad perteneciente a Lamadrid. Se desempeñó también en el batallón de frontera Guardia Argentina y en la Legión Patricia comandada por su amigo el general Mariano Benito Rolón. 
Permaneció poco tiempo en el puesto ya que el 16 de abril de 1822 a propuesta del recientemente creado Tribunal de Medicina, el gobernador Martín Rodríguez lo nombró médico de policía de la provincia de Buenos Aires.
El 16 de julio de 1822, con el apoyo económico de su padre, embarcó en el bergantín mercante Correo de León rumbo a Francia con el fin de perfeccionar sus estudios en medicina en los hospitales de ese país, primer argentino en realizar un viaje de perfeccionamiento a Europa. En París asistió a los hospitales y asistió a la facultad de Ciencias Médicas de la Escuela de París estudiando con Broussais, el barón Dupuytrén, Alibert, Esquirel, Capuron y Desormeaux entre otros.
La publicación en 1824 de una colección de cantos patrióticos que tituló La Lira Argentina motivó que el conservador gobierno francés lo expulsara. Francisco de Paula Almeyra fue así el editor de la que sería la primera antología poética y patriótica de su país, compilada por Ramón Díaz. Si bien Almeyra escribió el prólogo firmando "El Editor", su autoría no pasó desapercibida al gobierno y fue conminado a solicitar el perdón al Embajador Español y a rendir homenaje al rey Fernando VII de España como el más sumiso y fiel de sus vasallos bajo pena de ser expulsado del territorio francés.
En la Europa de la Restauración no le fue mejor en Bélgica, aún parte integrante del Reino Unido de los Países Bajos, ni en el territorio de la Confederación Germánica ni en la convulsionada Italia, por lo que via Marsella y Génova pudo llegar y establecerse finalmente en Inglaterra, donde continuó sus estudios con Lawrence, médico del rey, Albernethy, primer cirujano inglés. En Londres cultivó la amistad de Bernardino Rivadavia.
Regresó a la República Argentina en momentos en que estallaba la Guerra del Brasil. Allí se sumó al improvisdado cuerpo médico republicano y sirvió en el hospital militar establecido en el Convento de La Merced.
El 10 de julio de 1826 por renuncia de Justo García Valdés fue también nombrado catedrático de Anatomía y Fisiología en la Facultad de Medicina de la Universidad de Buenos Aires. 
A solicitud de sus estudiantes, dictó gratuitamente un curso de obstetricia a los estudiantes próximos a recibirse, primer antecedente de la enseñanza de la clínica obstétrica en la Universidad de Buenos Aires.
El 19 de noviembre de 1827 casó con María de la Trinidad Demaría Escalada (1802, 1888), hija de   José Demaria Camusso (n. 4 Jul 1767, Cádiz, Cádiz, España; f. 8 Dic 1827, Buenos Aires, Argentina) y de María Eugenia de Escalada Salcedo (n. 8 Sep 1781, Buenos Aires, Argentina; f. 29 Oct 1822, Buenos Aires, Argentina) cuyo padre era Antonio José de Escalada, por ello María de la Trinidad era sobrina de Remedios de Escalada de San Martín, a quien cuidó en sus últimos días. El matrimonio tuvo numerosos hijos: Juan José (1828 - 1885), Patricio Antonio (1829, ?), Antonio José (1831 - 1909), Francisco Justo (1833 - 1910), Petrona Mauricia (1837, ?), Trinidad Eulogia (1839, ?) y Petrona Almeyra Demaría. Tanto Juan José como Antonio José serían destacados médicos.
El 15 de enero de 1828 el gobernador Manuel Dorrego lo nombró Cirujano Mayor del Ejército pero a los dos días Francisco de Paula renunció aduciendo razones de salud.
En 1829 el gobernador delegado Guillermo Brown lo puso al frente del Hospital de Mujeres, ejerciendo el cargo hasta 1830.
En 1834 el gobernador Viamonte reformó el Tribunal de Medicina y designó a Almeyra vocal del organismo pero al año siguiente Juan Manuel de Rosas anuló la reforma.
En 1835 integró la Comisión Administradora del Hospital de Hombres y en 1836 fue nombrado médico de la institución. El 3 de septiembre de 1836 fue nombrado catedrático titular de Nosografía y Clínica Médica en la Universidad de Buenos Aires.
Ejerció también en el Hospital de Hombres y Mujeres hasta el 17 de enero de 1841, cuando el gobernador delegado Felipe Arana lo destituyó por razones políticas.
Sin embargo, aunque era especialista en obstetricia, su pericia como cirujano demostrada en la intervención que salvó la vida del general José María Francia en 1848, a quien un balazo recibido en la batalla de Vences le había destrozado la mandíbula, hizo que fuera nombrado conjuez y Presidente del Tribunal de Medicina, cargo que ocupó hasta que producida la batalla de Caseros y la caída de Juan Manuel de Rosas en 1852 renunció al cargo.
Justo José de Urquiza rechazó su renuncia y lo nombró Cirujano Mayor del Ejército, nombramiento que Almeyra rechazó, aceptando permanecer en el Tribunal hasta que el 29 de octubre de 1852 el organismo desaparecía para ser reemplazado por el Consejo de Higiene Pública. 
Fue también médico del Convento de Santa Catalina (Buenos Aires), vocal de la Academia de Medicina Argentina y de la Municipalidad de Buenos Aires desde su fundación en 1856. 
El 25 de abril de 1868, considerando que se encontraba «en el último escalón de la vida» Francisco Almeyra y su mujer hicieron testamento. Sus bienes incluían varias casas, parte de los famosos Altos de Escalada frente a la Plaza Mayor, parte de la estancia familiar "El Talar" en el partido de Navarro y una quinta en el Barrio de Recoleta.
Francisco de Paula Almeyra murió el 29 de septiembre de 1870 en su quinta de las Cinco Esquinas, una de las más grandes de la Recoleta, sobre la calle Larga, en lo que sería luego la esquina de  Parera y Montevideo, siendo enterrado en el Cementerio de la Recoleta.